# Laroque-Timbaut
Laroque-Timbaut est une commune du Sud-Ouest de la France, située dans le département de Lot-et-Garonne (région Nouvelle-Aquitaine).

## Géographie

### Localisation
Commune de l'aire d'attraction d'Agen située dans le Pays de Serres à 17 km au nord-est d'Agen et 13 km au sud-ouest de Villeneuve-sur-Lot.

### Communes limitrophes
Les communes limitrophes sont Monbalen, Bajamont, Cassignas, Cauzac, La Croix-Blanche, Saint-Robert et Sauvagnas.
|                  | Monbalen        | Cassignas    |
| La Croix-Blanche | Laroque-Timbaut | Cauzac       |
| Bajamont         | Sauvagnas       | Saint-Robert |

### Hydrographie
La commune est traversée par  la Masse d'Agen affluent de la Garonne.

### Climat
Pour des articles plus généraux, voir Climat de la Nouvelle-Aquitaine et Climat de Lot-et-Garonne.
Historiquement, la commune est exposée à un climat océanique aquitain.  
En 2020, Météo-France publie une typologie des climats de la France métropolitaine dans laquelle la commune est exposée à un climat océanique altéré et est dans la région climatique Aquitaine, Gascogne, caractérisée par une pluviométrie abondante au printemps, modérée en automne, un faible ensoleillement au printemps, un été chaud (19,5 °C), des vents faibles, des brouillards fréquents en automne et en hiver et des orages fréquents en été (15 à 20 jours).
Pour la période 1971-2000, la température annuelle moyenne est de 13,2 °C, avec une amplitude thermique annuelle de 15,7 °C. Le cumul annuel moyen de précipitations est de 791 mm, avec 11,2 jours de précipitations en janvier et 6,6 jours en juillet. Pour la période 1991-2020, la température moyenne annuelle observée sur la station météorologique installée sur la commune est de 14,0 °C et le cumul annuel moyen de précipitations est de 821,7 mm,. Pour l'avenir, les paramètres climatiques de la commune estimés pour 2050 selon différents scénarios d'émission de gaz à effet de serre sont consultables sur un site dédié publié par Météo-France en novembre 2022.
| Mois                                  | jan.           | fév.          | mars          | avril         | mai           | juin        | jui.          | août          | sep.          | oct.          | nov.          | déc.          | année     |
| ------------------------------------- | -------------- | ------------- | ------------- | ------------- | ------------- | ----------- | ------------- | ------------- | ------------- | ------------- | ------------- | ------------- | --------- |
| Température minimale moyenne (°C)     | 2,6            | 2,2           | 4,7           | 7,4           | 10,3          | 14,1        | 15,9          | 15,6          | 12,9          | 10,2          | 6,2           | 3,1           | 8,8       |
| Température moyenne (°C)              | 5,9            | 6,7           | 10            | 13,1          | 16,2          | 20,2        | 22,4          | 22,2          | 19,3          | 15,2          | 9,9           | 6,4           | 14        |
| Température maximale moyenne (°C)     | 9,2            | 11,2          | 15,2          | 18,9          | 22,1          | 26,4        | 28,9          | 28,8          | 25,6          | 20,1          | 13,7          | 9,8           | 19,2      |
| Record de froid (°C) date du record   | −10,5 13.01.03 | −14 09.02.12  | −9,2 01.03.05 | −1,9 03.04.22 | 1,5 05.05.19  | 6 05.06.14  | 8 11.07.04    | 8,5 11.08.16  | 3,2 27.09.10  | −2,5 25.10.03 | −6,5 18.11.07 | −9 26.12.10   | −14 2012  |
| Record de chaleur (°C) date du record | 18,5 02.01.03  | 25,5 27.02.19 | 26 20.03.05   | 30 07.04.11   | 32,5 25.05.11 | 40 29.06.19 | 39,5 18.07.22 | 41,6 23.08.23 | 37,4 03.09.05 | 33,5 01.10.23 | 24,5 07.11.15 | 19,2 08.12.10 | 41,6 2023 |
| Précipitations (mm)                   | 77,4           | 58            | 62,6          | 79,9          | 78,1          | 64,1        | 50,4          | 56,6          | 62,5          | 67,2          | 86,1          | 78,8          | 821,7     |

## Urbanisme

### Typologie
Au 1er janvier 2024, Laroque-Timbaut est catégorisée bourg rural, selon la nouvelle grille communale de densité à sept niveaux définie par l'Insee en 2022.
Elle est située hors unité urbaine. Par ailleurs la commune fait partie de l'aire d'attraction d'Agen, dont elle est une commune de la couronne,. Cette aire, qui regroupe 81 communes, est catégorisée dans les aires de 50 000 à moins de 200 000 habitants,.

### Occupation des sols

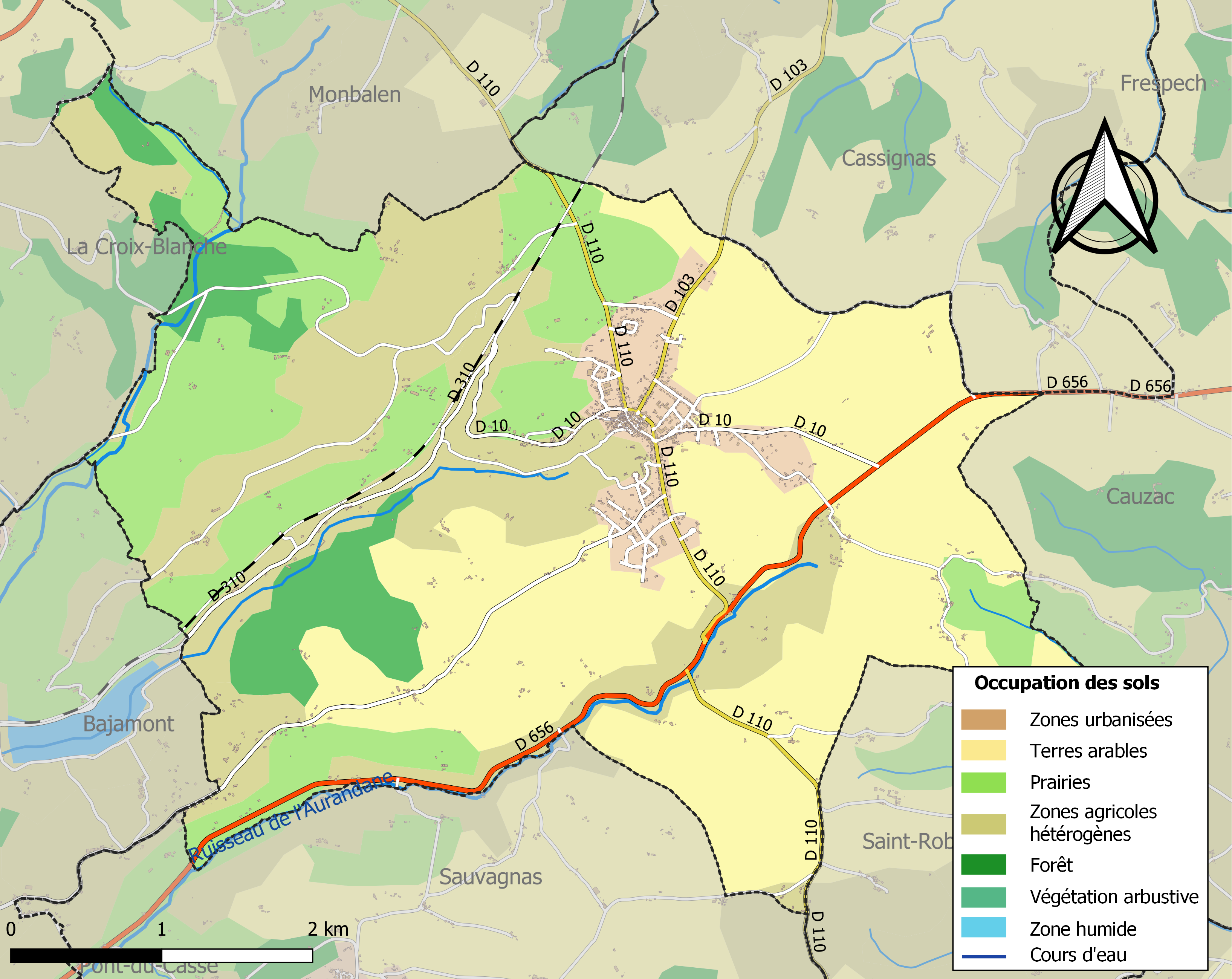
Carte des infrastructures et de l'occupation des sols de la commune en 2018 (CLC).

L'occupation des sols de la commune, telle qu'elle ressort de la base de données européenne d’occupation biophysique des sols Corine Land Cover (CLC), est marquée par l'importance des territoires agricoles (87,9 % en 2018), en diminution par rapport à 1990 (90,7 %). La répartition détaillée en 2018 est la suivante : 
terres arables (38,9 %), zones agricoles hétérogènes (28,9 %), prairies (20,1 %), forêts (6,6 %), zones urbanisées (5,4 %). L'évolution de l’occupation des sols de la commune et de ses infrastructures peut être observée sur les différentes représentations cartographiques du territoire : la carte de Cassini (XVIIIe siècle), la carte d'état-major (1820-1866) et les cartes ou photos aériennes de l'IGN pour la période actuelle (1950 à aujourd'hui).

### Voies de communication et transports
Accès par le train en gare de Laroque sur ligne de Niversac à Agen et par la route départementale 656, ancienne route nationale 656.

### Risques majeurs
Le territoire de la commune de Laroque-Timbaut est vulnérable à différents aléas naturels : météorologiques (tempête, orage, neige, grand froid, canicule ou sécheresse), mouvements de terrains et séisme (sismicité très faible). Il est également exposé à deux risques technologiques,  le transport de matières dangereuses et le risque nucléaire. Un site publié par le BRGM permet d'évaluer simplement et rapidement les risques d'un bien localisé soit par son adresse soit par le numéro de sa parcelle.

#### Risques naturels
Les mouvements de terrains susceptibles de se produire sur la commune sont des affaissements et effondrements liés aux cavités souterraines (hors mines) et des tassements différentiels. Afin de mieux appréhender le risque d’affaissement de terrain, un inventaire national permet de localiser les éventuelles cavités souterraines sur la commune.

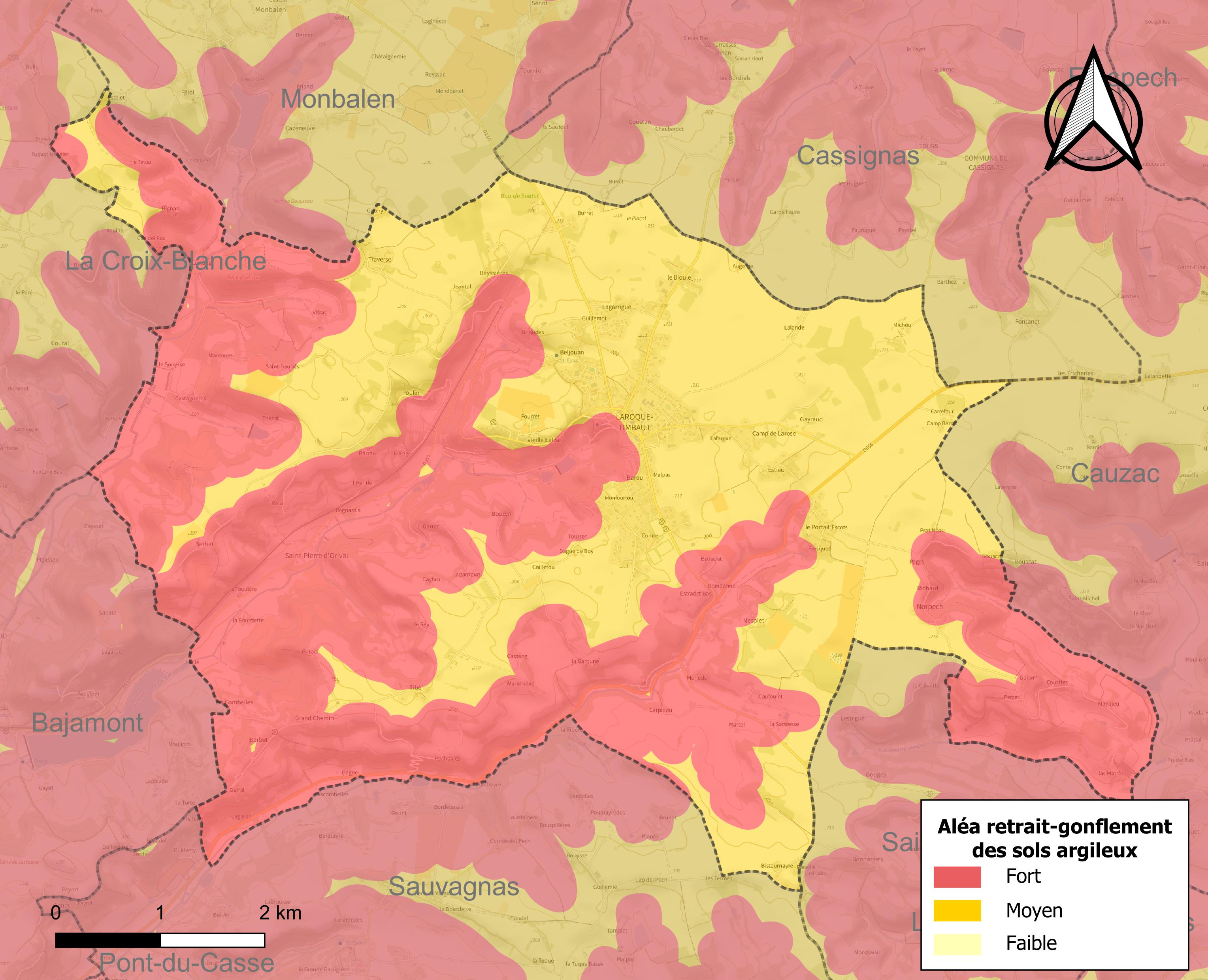
Carte des zones d'aléa retrait-gonflement des sols argileux de Laroque-Timbaut.

Le retrait-gonflement des sols argileux est susceptible d'engendrer des dommages importants aux bâtiments en cas d’alternance de périodes de sécheresse et de pluie. La totalité de la commune est en aléa moyen ou fort (91,8 % au niveau départemental et 48,5 % au niveau national). Depuis le 1er octobre 2020, en application de la loi ELAN, différentes contraintes s'imposent aux vendeurs, maîtres d'ouvrages ou constructeurs de biens situés dans une zone classée en aléa moyen ou fort,.
La commune a été reconnue en état de catastrophe naturelle au titre des dommages causés par les inondations et coulées de boue survenues en 1982, 1993, 1999 et 2009, par la sécheresse en 2003, 2009, 2011 et 2017 et par des mouvements de terrain en 1999.

#### Risque technologique
La commune étant située dans le périmètre du plan particulier d'intervention (PPI) de 20 km autour de la centrale nucléaire de Golfech, elle est exposée au risque nucléaire. En cas d'accident nucléaire, une alerte est donnée par différents médias (sirène, sms, radio, véhicules). Dès l'alerte, les personnes habitant dans le périmètre de 2 km se mettent à l'abri. Les personnes habitant dans le périmètre de 20 km peuvent être amenées, sur ordre du préfet, à évacuer et ingérer des comprimés d’iode stable,,.

## Toponymie
Laroque Timbaut (Rupes Théobaldi) porte son nom d'origine germanique : le rocher de Thibault.
Théobaldi, seigneur de Metz en l'an 505, semble avoir donné son nom au village juché sur le rocher.

## Héraldique
| Blason de Laroque-Timbaut | Blason  | D’azur à l'épée basse d’argent au pommeau d’or, adextrée d’un lion et senestrée d’un poisson en pal, les deux adossés aussi d’argent. |
| Blason de Laroque-Timbaut | Détails | Officiel, adopté le 24 septembre 1982                                                                                                 |

## Politique et administration

### Liste des maires
| Période                                  | Période               | Identité               | Étiquette     | Qualité                                                                                     |
| ---------------------------------------- | --------------------- | ---------------------- | ------------- | ------------------------------------------------------------------------------------------- |
| 1944                                     | 1965                  | Hervé Valois           | SFIO puis PSU | conseiller général du canton de Laroque-Timbaut (1945-1967)                                 |
| 1966                                     | 1995                  | Jean-Henri Vidal       | Radical       | conseiller général du canton de Laroque-Timbaut (1967-1992)                                 |
| 1995                                     | 2001                  | François Jalet         | DVG           | conseiller général du canton de Laroque-Timbaut (1998-2011)                                 |
| mars 2001                                | mars 2014             | Georges Denys          | PS            | Éducateur technique spécialisé, conseiller général du canton de Laroque-Timbaut (2011-2015) |
| mars 2014                                | mars 2022 (démission) | Lionel Falcoz          | LR            | Ancien militaire                                                                            |
| avril 2022                               | En cours              | Jean-Jacques Dulaurier | SE            | Responsable comptable                                                                       |
| Les données manquantes sont à compléter. |                       |                        |               |                                                                                             |

## Démographie
L'évolution du nombre d'habitants est connue à travers les recensements de la population effectués dans la commune depuis 1793. Pour les communes de moins de 10 000 habitants, une enquête de recensement portant sur toute la population est réalisée tous les cinq ans, les populations de référence des années intermédiaires étant quant à elles estimées par interpolation ou extrapolation. Pour la commune, le premier recensement exhaustif entrant dans le cadre du nouveau dispositif a été réalisé en 2005.

En 2022, la commune comptait 1 589 habitants, en évolution de −4,91 % par rapport à 2016 (Lot-et-Garonne : −0,18 %, France hors Mayotte : +2,11 %).
| 1793  | 1800  | 1806  | 1821  | 1831  | 1836  | 1841  | 1846  | 1851  |
| ----- | ----- | ----- | ----- | ----- | ----- | ----- | ----- | ----- |
| 1 240 | 1 250 | 1 198 | 1 263 | 1 311 | 1 336 | 1 463 | 1 430 | 1 338 |

| 1856  | 1861  | 1866  | 1872  | 1876  | 1881  | 1886  | 1891  | 1896  |
| ----- | ----- | ----- | ----- | ----- | ----- | ----- | ----- | ----- |
| 1 388 | 1 370 | 1 339 | 1 268 | 1 247 | 1 254 | 1 214 | 1 179 | 1 168 |

| 1901  | 1906  | 1911  | 1921  | 1926  | 1931 | 1936 | 1946  | 1954  |
| ----- | ----- | ----- | ----- | ----- | ---- | ---- | ----- | ----- |
| 1 150 | 1 063 | 1 051 | 1 013 | 1 021 | 978  | 977  | 1 030 | 1 048 |

| 1962 | 1968 | 1975  | 1982  | 1990  | 1999  | 2005  | 2006  | 2010  |
| ---- | ---- | ----- | ----- | ----- | ----- | ----- | ----- | ----- |
| 911  | 995  | 1 023 | 1 178 | 1 257 | 1 326 | 1 419 | 1 447 | 1 516 |

| 2015  | 2020  | 2022  | - | - | - | - | - | - |
| ----- | ----- | ----- | - | - | - | - | - | - |
| 1 625 | 1 597 | 1 589 | - | - | - | - | - | - |

## Lieux et monuments
- Musée Gertrude-Schoen place de la Halle[26],[27].
- La halle : édifice rectangulaire du XIIe siècle sur colonnade toscane. La halle servait à tous les marchés.
- La tour de l'Horloge : entre la halle et l'horloge le sol était à même le rocher, une simple passerelle reliait les deux édifices. Autrefois, l'horloge était une tour de guet. Il n'y avait ni pont-levis, ni herse. Pour la fermeture, il y avait une simple porte.
- Château fort de Vitrac et son donjon. Le château est cité dans un acte de 1271. En 1272, les seigneurs agissant chacun en raison de leur droit sur un quart de cette seigneurie, donnèrent des coutumes. Les plus puissants furent sans aucun doute les Durfort[28],[29].

Il ne reste plus rien du château qui a succédé à une première fortification. Le site primitif est un éperon barré de deux fossés avec au centre un petit tertre artificiel (motte castrale ?). Le château fut détruit bien avant la Révolution, par la faute du dernier seigneur de Laroque, Raffin d'Hauterive. C'est la population qui entreprit la démolition par vengeance. C'est dans les ruines que part un couloir donnant accès à deux salles creusées dans la roche calcaire, où aurait été trouvé deux monnaies de Gallien (IIIe siècle). Du château il ne reste que le donjon, voué au XIXe et au début du XXe siècle à une réserve d'eau. Il desservait les bornes fontaines, situées à chaque coin de rue du bourg. Cette citerne était alimentée par des pompes, actionnées par une grande roue.
Un second souterrain, distant de 500 ou 600 mètres de celui du château, est situé près de l'église.
- La rue de Lô : c'est la plus ancienne rue de Laroque. On aperçoit dans cette rue les soubassement des fortifications du château et les dépendances où logeait les domestiques et les serviteurs du château.
- Remparts et la porte du Traître. En 1418, par la porte de Cordoue, les Anglais s'emparèrent du château par trahison. Le lendemain, le traître fut pendu à cette porte par ces mêmes Anglais. Ils furent chassés peu de temps après par le seigneur de Montpezat.
- Église Notre-Dame de Laroque-Timbaut construite au milieu du XIXe siècle pour remplacer l'ancienne église paroissiale, Notre-Dame Delpech, située au cimetière route de la gare[31].
- Église Notre-Dame-Del-Pech de Vieille église.
- Mairie de Laroque-Timbaut : elle fut construite en 1907 à la place d'une ferme[32]. Sur la place de la mairie se trouve un puits[33].
- La grande roue, construite en 1845, en fonte, elle est formée de huit rayons de 6 m chacun. Elle tourne grâce à un système de godets et actionne deux pompes qui alimentaient jadis la citerne du donjon.

À proximité :
- Le vallon Saint-Germain. La source miraculeuse et la chapelle de Saint-Germain. Cette source alimentait, sous l'Empire romain, les thermes des villas gallo-romaines. Le 28 mai 778, l'armée de Roland, neveu de Charlemagne, atteinte de la peste, fit une halte dans le vallon de Saint-Germain. Roland fit le vœu d'élever un oratoire si ces hommes étaient guéris par cette eau. Le vœu fut exaucé. Apprenant cette guérison miraculeuse, Charlemagne fit donc édifier quelques années plus tard une chapelle qu'il dédia à saint Germain évêque de Paris au VIe siècle, pour lequel Charlemagne avait une profonde vénération. La fête du village a lieu tous les ans le dernier dimanche de mai et un pèlerinage célèbre cet événement[34].
- Église Saint-Martin de Norpech[35].
- Église Saint-Pierre d'Orival[36].
- Église Saint-Denis de Vitrac[37].

## Loisirs
RUGBY:
Bercé depuis toujours par la discipline la commune attend depuis plusieurs années un rebond de son équipe, nostalgiques de leur finale de championnat de France nombres de Roquentins ont à cœur de faire briller à nouveau l'équipe de la bourgade.
Un projet revient régulièrement sur le coin de la table: l'USR2022 qui avec un collectif de joueurs des environs (ayant pour certains déjà foulé la pelouse de Raymond DELBES) voudraient porter haut les couleurs de l'équipe.
On pratique aussi à Laroque-Timbaut le football, le basket-ball, le tennis, la pétanque, la gymnastique, le judo, le badminton,la danse et le cyclotourisme mais également la musique, la chasse et la pêche.

## Personnalités liées à la commune
- Louis-Anne-Jean Brocq, médecin, né à Laroque-Timbaut en 1856.
- Louis Raffy, organiste et compositeur y est né en 1868.
- Aristide Salères[38], poète occitan, né à Laroque-Timbaut en 1875.
- Paul Dangla, coureur cycliste, né à Laroque-Timbaut en 1878.
- William Gayraud, sportif international (rugby, natation, sports de glace, athlétisme, aviron, pelote basque, etc.) né à Laroque-Timbaut en 1898.